# Christopher Sullivan (Fußballspieler)
Christopher Sullivan (* 18. April 1965 in San José, Kalifornien) ist ein ehemaliger US-amerikanischer Fußballspieler. Nach seinem Karriereende arbeitete er als Trainer und Sportkommentator.

## Jugend und College
Sullivan begann schon in jungen Jahren mit dem Fußballspiel. Im Alter von vier Jahren spielte er bei dem West Valley S.C. Später besuchte er die University of Tampa und spielt für die dortige College-Mannschaft in der NCAA Division II.

## Vereinskarriere
Insgesamt spielte Sullivan bei Vereinen in sieben Ländern. Seine Spielerkarriere begann er nach dem College bei den beiden französischen Vereinen Joué-Lès-Tours und Le Touquet. 1989 kehrte er in die USA zurück und spielte für die Orlando Lions in der American Soccer League. Nach kurzer Zeit kehrte er aber wieder nach 
Europa zurück und heuerte bei dem ungarischen Verein Rába ETO FC Győr an. Über die die Stationen Landskrona BoIS und Brøndby IF, kam er 1992 zum deutschen Fußballverein Hertha BSC. Dort spielte er eine Saison lang, machte aber nur sechs Einsätze.
Nach seiner Zeit in Deutschland wechselte nach Mexiko nach Yucatan, anschließend kehrte er in die Vereinigten Staaten zurück und stand er bei den San Francisco Bay Diablos unter Vertrag. Während dieser Zeit unterbrach er seine Fußballerlaufbahn aufgrund von familiären Angelegenheiten.
Nach einer erneuten Saison bei Győri ETO FC in Ungarn, wechselte er in die Major League Soccer und spielte die Saison 1997 bei den San Jose Clash. Im MLS Expansion Draft 1997 wurde er von Clash nicht geschützt aber weder Chicago Fire noch Miami Fusion wählten ihn aus. Zwei Wochen später wurde von San Jose an Miami abgegeben. Er entschied sich aber seine Karriere zu beenden.
2003 spielte er nochmal in der Amateurliga San Francisco Soccer Football League beim El Farolito Soccer Club.

## Nationalmannschaft
Sein Debüt für die US-amerikanische Fußballnationalmannschaft gab er noch zu Collegezeiten. 1987 wurde er in einem Spiel gegen Ägypten zum ersten Mal eingesetzt. Bei der Fußball-Weltmeisterschaft 1990 war er Teil des Kaders. 1992 machte er sein letztes Länderspiel.

## Nach dem Fußball
Nach seinem Karriereende arbeitete Sullivan als Fußballtrainer. Er war Spielreporter für Fox Sports Bay Area und arbeitete bei der Fox Soccer Channel-Sendung MLS Wrap mit. Außerdem kommentiert er diverse Spiele der US-Nationalmannschaft und der Major League Soccer. Er gilt als gut informiert und sehr guter Kommentator.